# Kazimierz Kuriański
Kazimierz Kuriański SVD (ur. 25 lutego 1917 w Drohobyczu, zm. 13 listopada 1940 w Mauthausen-Gusen) – Sługa Boży, polski duchowny.

## Życiorys
Syn Józefa i Józefy. Po maturze, którą zdał w Górnej Grupie wstąpił do nowicjatu w Chludowie (1937). Śluby zakonne złożył w 1939 roku. Jako kleryk został aresztowany i przewieziony do niemieckiego obozu koncentracyjnego Dachau (KL). Zmarł po przewiezieniu do obozu Mauthausen-Gusen, gdzie zarejestrowany był pod numerem 11450.

Myślą przewodnią Sługi Bożego było: 

Gotów jestem nawet na męczeństwo, bylebym mógł nieść światło wiary.

Jest jednym z 122 Sług Bożych wobec których 17 września 2003 roku rozpoczął się, proces beatyfikacyjny drugiej grupy męczenników z okresu II wojny światowej.